# Ungureni (Corbii Mari), Dâmbovița
Ungureni este un sat în comuna Corbii Mari din județul Dâmbovița, Muntenia, România.
Satul cu numele de Ungureni a apărut la sfârșitul secolului al XIX-lea, pe teritoriul comunei Fundu Părului din județul Vlașca (plasa Neajlov). În 1925, comuna Fundu Părului avea în compunere satele Fundu Părului, Ungureni și Principele Carol.
În 1950, comuna Fundu Părului a fost inclusă în raionul Titu al regiunii București. Între timp, satul Ungureni a crescut și a devenit el reședința comunei, denumită după el. După reforma organizării administrativ-teritoriale din 1968, comuna Ungureni a fost transferată la județul Dâmbovița, dar imediat desființată și inclusă în comuna Corbii Mari, cu această ocazie satul Fundu Părului fiind și el desființat și inclus în satul Ungureni.